# 파펜드레흐트

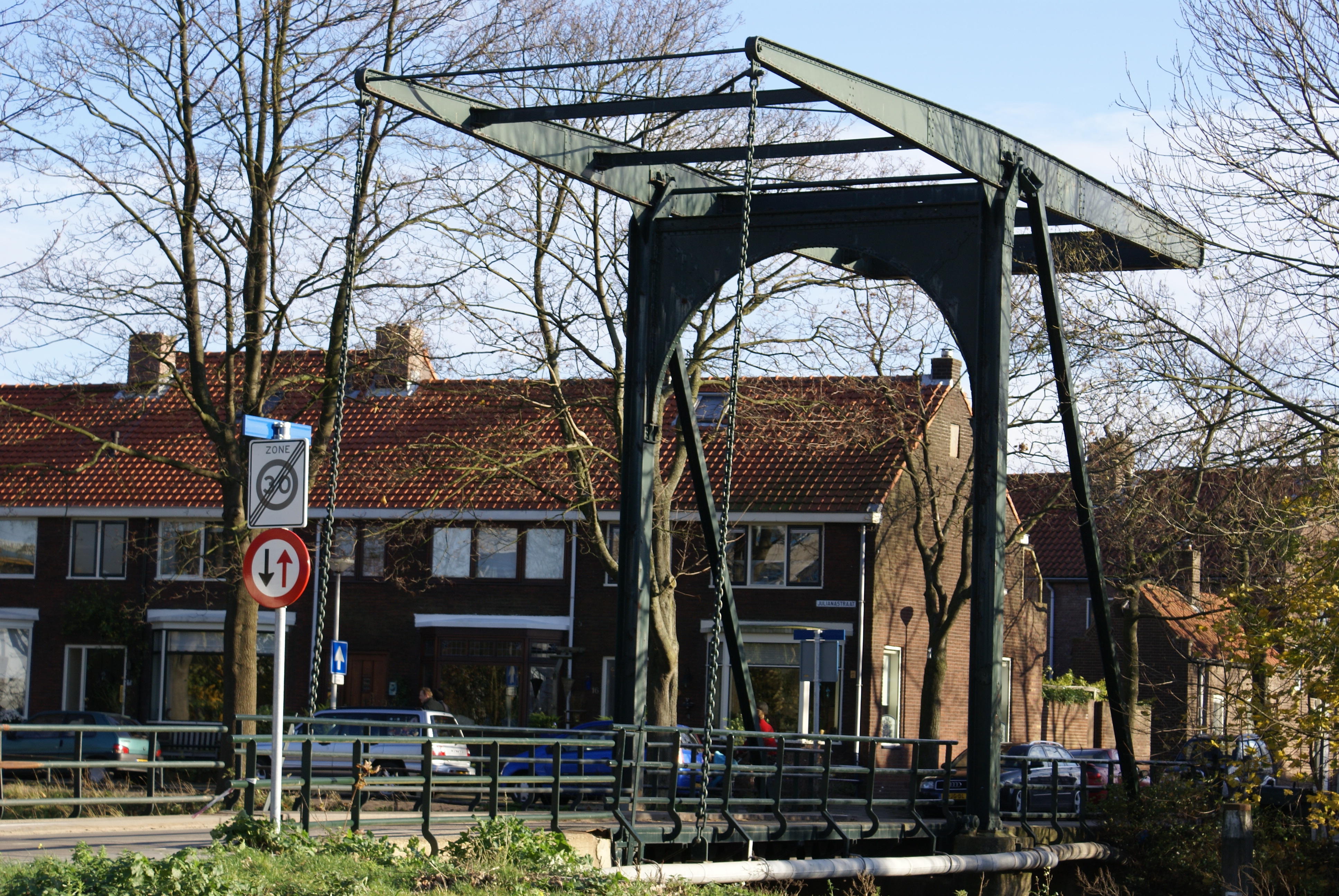
파펜드레흐트에 위치한 도개교

파펜드레흐트의 위치

파펜드레흐트(네덜란드어: Papendrecht)는 네덜란드 서부 자위트홀란트주의 도시로 면적은 10.79km2, 높이는 -1m, 인구는 32,256명(2017년 8월 기준), 인구 밀도는 3,403명/km2이다.
1105년에 작성된 문헌에 처음 등장했으며 수령이 180년에 달하는 피나무로 유명한 곳이다. 1950년대까지만 해도 작은 마을에 불과했지만 1960년대부터 진행된 도시화 작업에 따라 크게 성장했다.

시기
시 문장